# Подайва
Подайва́ (болг. Подайва) — село в Разградській області Болгарії. Входить до складу общини Ісперих.

## Населення
За даними перепису населення 2011 року у селі проживали 1613 осіб.
Національний склад населення села:
| Національність   | Кількість осіб | Відсоток |
| ---------------- | -------------- | -------- |
| турки            | 1245           | 85,2%    |
| цигани           | 171            | 11,7%    |
| болгари          | 23             | 1,6%     |
| Всього відповіли | 1461           |          |

Розподіл населення за віком у 2011 році:
Динаміка населення: